# Coryphaenoides zaniophorus
Coryphaenoides zaniophorus és una espècie de peix de la família dels macrúrids i de l'ordre dels gadiformes.

## Morfologia
- Els mascles poden assolir 40 cm de llargària total.[5][6]

## Alimentació
Menja principalment organismes bentònics: amfípodes, copèpodes, poliquets, ostracodes, equinoderms, Natantia, etc.).

## Depredadors
Als Estats Units és depredat per Merluccius albidus.

## Hàbitat
És un peix d'aigües profundes que viu entre 400-2375 m de fondària.

## Distribució geogràfica
Es troba a l'Atlàntic occidental (Badia de Chesapeake -est dels Estats Units-, Golf de Mèxic i Carib) i a l'Atlàntic oriental (des de Mauritània fins a Costa d'Ivori).